# (36839) 2000 SV110
2000 SV110 (asteroide 36839) é um asteroide da cintura principal. Possui uma excentricidade de 0.14752060 e uma inclinação de 2.00471º.
Este asteroide foi descoberto no dia 24 de setembro de 2000 por LINEAR em Socorro.